# Love Is Enough
Love Is Enough (englisch für „Liebe ist genug“) ist ein Lied der Schweizer Mundart- und Popsängerin Kisha aus dem Jahr 1998. Bekanntheit erlangte das Stück als Titellied zur Fernsehserie In aller Freundschaft.

## Entstehung und Veröffentlichung
Getextet, komponiert und produziert wurde das Lied gemeinsam von Peter Hantke, Detlef Höller und Frank Reinert. Beim Schreibprozess bekam das Trio zudem Unterstützung durch Ursula Kobel. Die Produktionsarbeiten fanden dabei im Studio in Kamp-Lintfort statt.
Die Erstveröffentlichung von Love Is Enough erfolgte als Single am 6. November 1998 bei Lautstark Records. Diese erschien als CD-Maxi-Single mit dem Lied On My Way und einer Akustikversion zu Love Is Enough als B-Seiten (Katalognummer: 74321 62191 2). Am 13. April 1999 erschien das Lied als Teil von Kishas selbstbetiteltem Debütalbum (Katalognummer: 74321 655812) bei Ariola, dessen zweite Singleauskopplung es ist.
Seit dem 26. Oktober 1998 ist das Lied die Titelmusik der ARD-Krankenhausserie In aller Freundschaft. Bis Dezember 2005 (Folge 291) war das Lied mit Gesang auch im Abspann zu hören. Seit Januar 2006 (Folge 292) ist das Lied nur noch instrumental im Abspann zu hören.

## Inhalt und Stil
Das Lied erzählt die Geschichte von zwei Liebenden, die aus Sicht ihrer Mitmenschen zu jung sind, die ihnen prophezeien, dass ihre Liebe nicht fortbestehen werde („Everybody says we’re too young, our love is not going on“). Das lyrische Ich setzt in dem Refrain dem Ganzen entgegen, dass ihre Liebe ausreichend genug sei, um nicht auseinanderzugehen.
Die Tonart des Titels ist Gis-Dur mit 111 Schlägen pro Minute.

## Musikvideo
Das dazugehörige Musikvideo zählt (Stand: Februar 2025) über 225.000 Aufrufe auf der Videoplattform YouTube.

## Chartplatzierungen
| ChartsChartplatzierungen | Höchstplatzierung | Wochen |
| ------------------------ | ----------------- | ------ |
| Schweiz (IFPI)           | 33 (10 Wo.)       | 10     |

## Coverversionen
Die Schauspielerinnen Andrea Kathrin Loewig und Alexa Maria Surholt, die die Hauptrollen in In aller Freundschaft spielen, interpretierten das Lied im Jahr 2003 unter dem Titel Liebe macht Spaß. 2023, zum 25-jährigen Jubiläum der Serie, haben Prominente und das In-aller-Freundschaft-Team das Lied zusammen unter Federführung von Das Erste neu eingespielt und beim Fernsehmagazin Brisant erstmals vorgetragen.